# Chiesa di San Floriano (San Floriano del Collio)
La chiesa di San Floriano Martire è la parrocchiale di San Floriano del Collio, in provincia ed arcidiocesi di Gorizia; fa parte della decanato di Sant'Andrea di Gorizia.

## Storia
Già nel XVII secolo esisteva a San Floriano del Collio una chiesetta a un'unica navata con presbiterio e con un pronao che anticipava la facciata; tale cappella venne ristrutturata proprio in epoca barocca.
Durante la prima guerra mondiale questo edificio venne ridotto in macerie dall'artiglieria austro-ungarica in ritirata.
Nel dopoguerra, vista l'impossibilità di riparare l'antica struttura dal momento che era stata distrutta pressoché totalmente, l'Ufficio Ricostruzioni di Gorizia presieduto da Max Fabiani redasse nel 1922 il progetto di una nuova chiesa, nell'ambito di ripristino del paese.
Nel 1926 la nuova parrocchiale venne portata a termine, mentre poi il 4 maggio di quell'anno fu consacrata dall'arcivescovo di Gorizia e Gradisca Francesco Borgia Sedej e a dicembre si procedette all'installazione delle campane nella torre.
Una novantina di anni dopo, nel 2012 la struttura venne interessata da un restauro, in occasione del quale si procedette al rifacimento delle pitture dell'edificio e alla ristrutturazione del tetto.

## Descrizione

### Esterno
La facciata della chiesa, rivolta a sudovest, presenta un rosone ed è anticipata dal pronao, che è suddiviso da una cornice in due registri; quello inferiore si apre con tre arcate a tutto sesto sorrette da pilastri in pietra poggianti su alti basamenti e terminanti con capitelli dorici, mentre quello superiore è caratterizzato da cinque finestre a tutto sesto i cui archi si impostano su colonnine.
Annesso alla parrocchiale è il campanile a base quadrata suddiviso in più ordini da cornici marcapiano e caratterizzato da lesene angolari; la cella, in cui sono alloggiate tre campane fuse dalla ditta Broili di Udine utilizzando il bronzo dei cannoni austriaci, presenta una bifora per ogni lato ed è coronata dalla copertura di forma piramidale.

### Interno
L'interno dell'edificio è suddiviso da pilastri sorreggenti archi a tutto sesto e abbelliti da paraste d'ordine tuscanico in tre navate, sulle quali si aprono le cappelle laterali; al termine dell'aula si sviluppa il presbiterio, introdotto dall'arco santo, rialzato di tre scalini, inframezzato tra la sagrestia e un piccolo magazzino e chiuso dall'abside di forma semicircolare, sulla cui parete di fondo si aprono tre finestre. 
Qui sono conservate diverse opere di pregio, tra le quali i tre tondi raffiguranti rispettivamente Gesù in croce, un angelo che offre del vino e un angelo che offre del pane, l'altare maggiore, vicino al quale è collocata una statua di San Floriano, il tabernacolo, il fonte battesimale, impreziosito da una scultura lignea che rappresenta il Battesimo di Cristo, e i due altari laterali del Sacro Cuore di Gesù e della Beata Vergine di Lourdes.